# Dangui

El dangui es un tipo de prenda superior para las mujeres vestidas con el hanbok, el vestido tradicional coreano, que fue usado para ocasiones ceremoniales durante la Dinastía Joseon. Actualmente se utiliza como un simple traje oficial o nacional para ceremonias, mientras que las mujeres de la corte lo usaban a diario como prenda de vestir.

## Galería

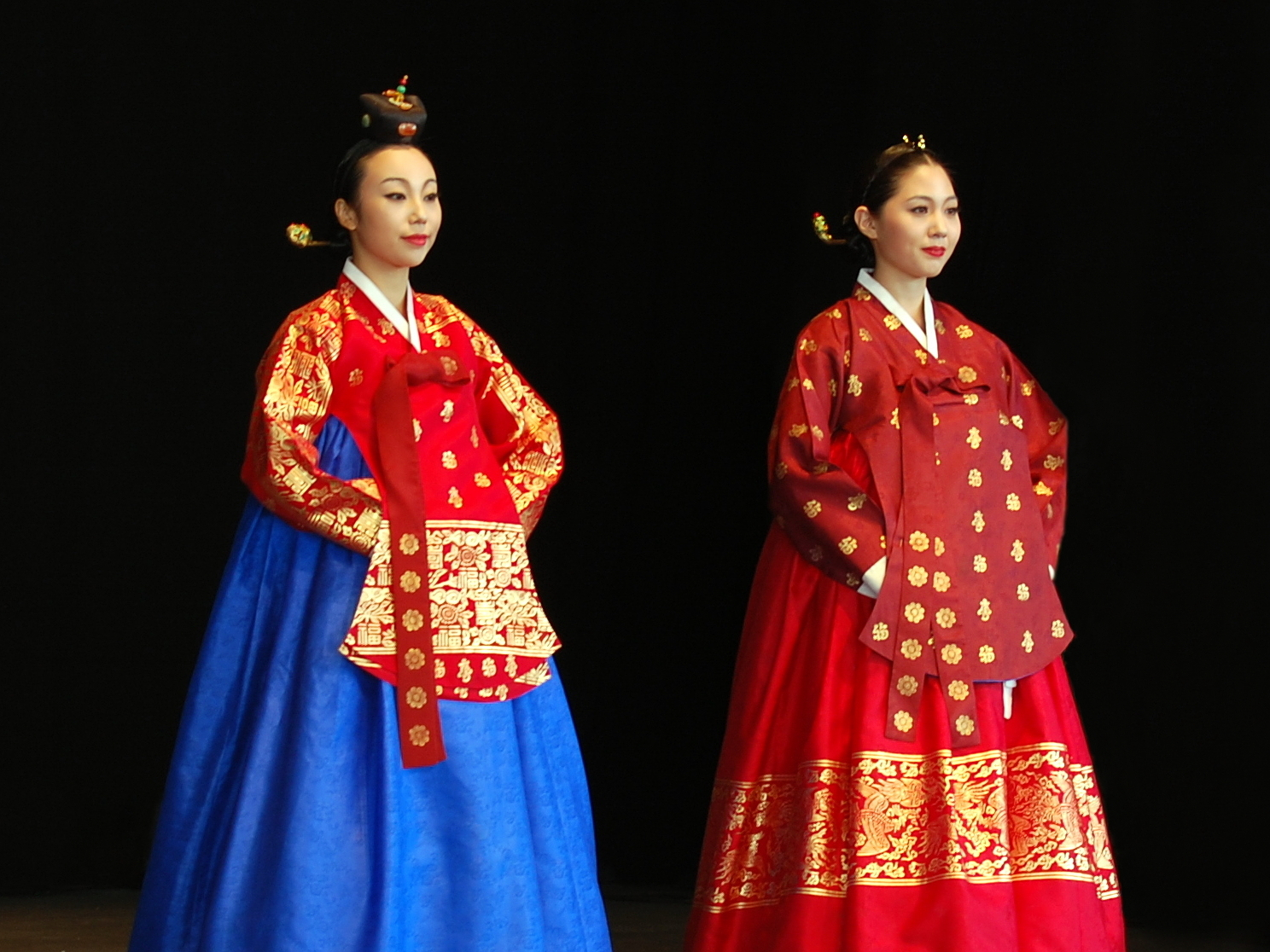
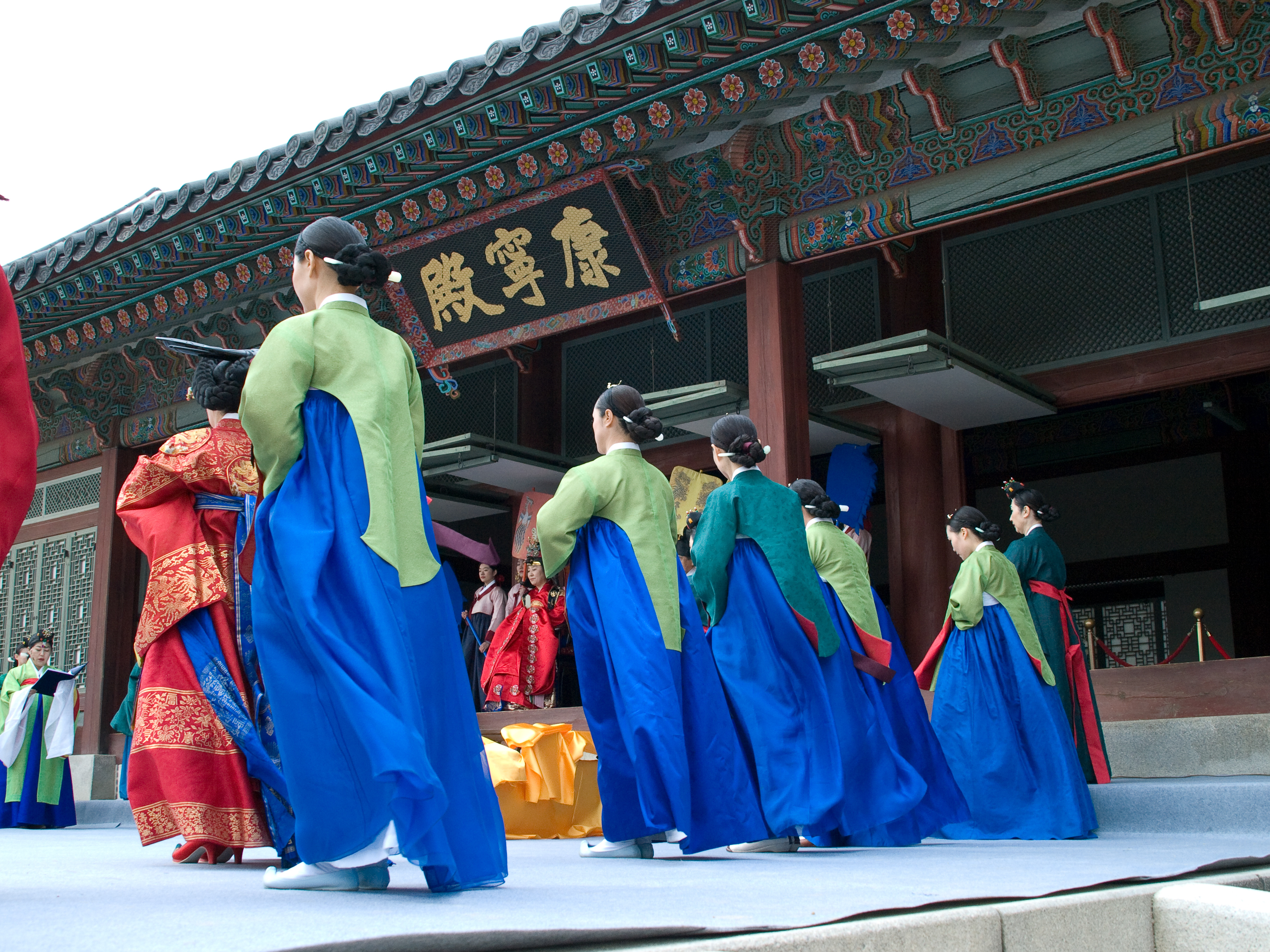
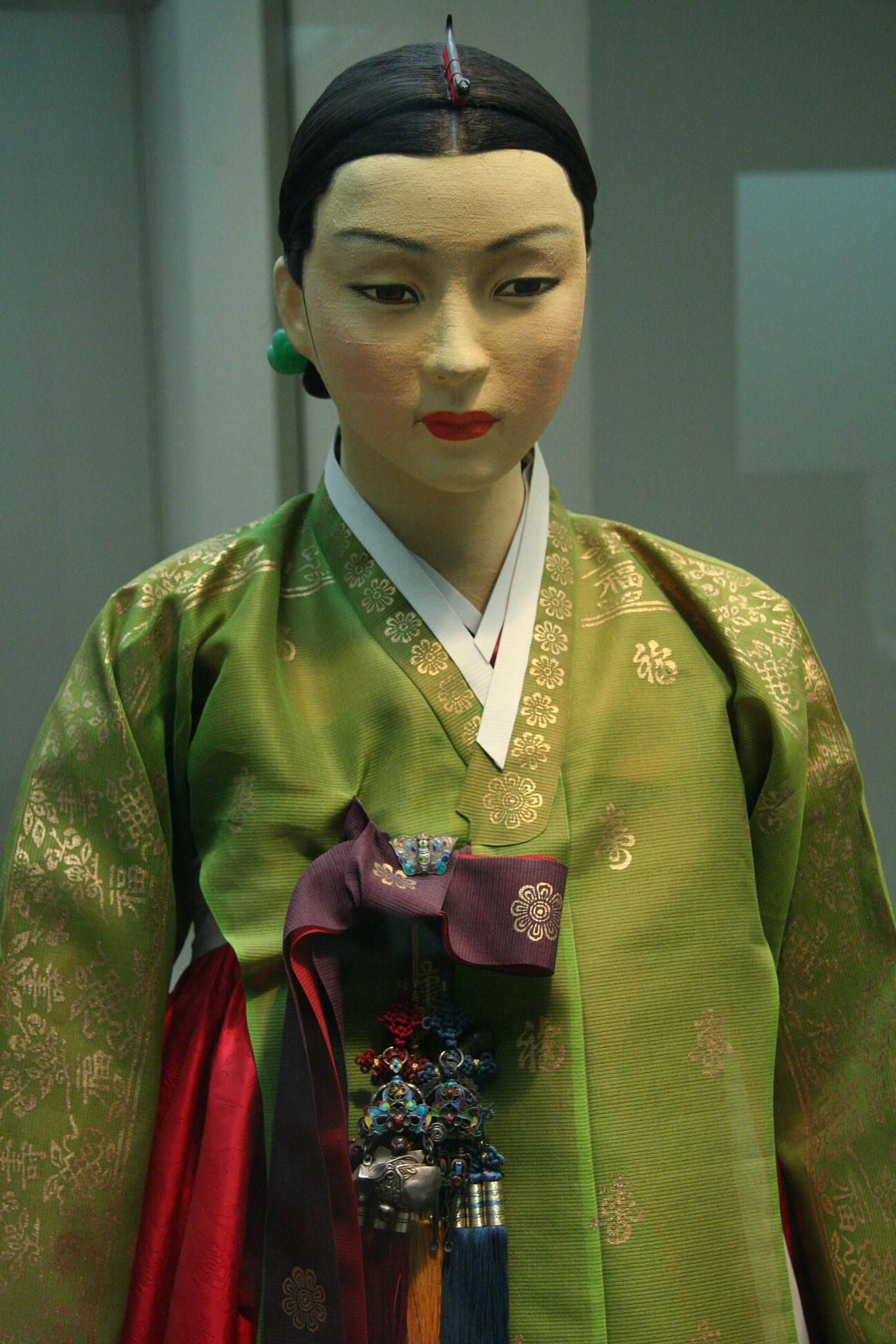
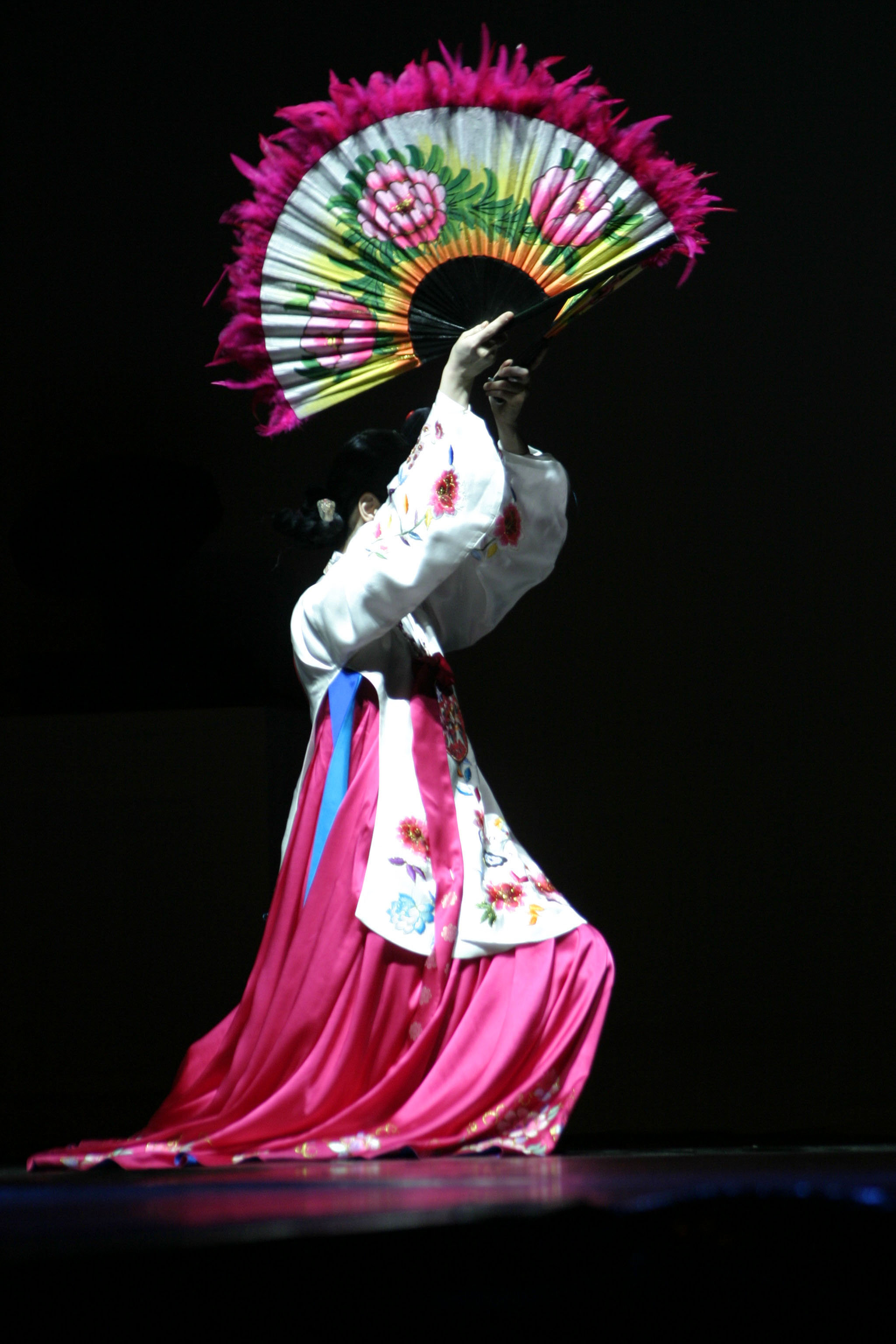